# Le Merveilleux Éventail vivant
Le Merveilleux Éventail vivant je francouzský němý film z roku 1904. Režisérem je Georges Méliès (1861–1938). Film trvá zhruba 3 minuty.

## Děj
Film zachycuje francouzského krále, jak se baví při pohledu na obří vějíř se sedmi ženami, kterým kouzelník mění šaty dle jeho představ.